# La Algaba
La Algaba – gmina w Hiszpanii, w prowincji Sewilla, w Andaluzji, o powierzchni 17,68 km². W 2011 roku gmina liczyła 15 754 mieszkańców. Początki gminy pochodzą z czasów Cesarstwa Bizantyjskiego, kiedy spadkobiercy cywilizacji tartesia założyli Balbibilis turdetana zniszczoną w czasie Wizygotów.